# Hugues III de Bassigny
Hugues III ( † v. 940), fut un comte de Bassigny vers 906, ainsi que comte de Bolenois probablement par son mariage avec Gertrude.
Il est le fils de Hugues II de Bassigny , comte de Bassigny avant lui, et le frère de Gosselin II de Bassigny, évêque de Langres.

## Biographie
En 939, l’évêque de Langres Héri, qui succède à la haute dignité qu’avait occupé son oncle, Gosselin II, lui fait don de divers biens en bénéfice dans le Bassigny, ainsi que dans le Bolenois. En 940, il fait don à l'abbaye de Saints-Geosmes, dont son fils Gosselin III était abbé, "huit meix au village de Forcey dans le comté d’Andelot, 240 sujets et un moulin dans le comté de Bologne, et 10 meix et leurs habitants à Angoulancourt, avec l’église et la cure de saint Pierre de Thivet".